# Le Grand Marché aux poissons
 (février 2023).
Si vous disposez d'ouvrages ou d'articles de référence ou si vous connaissez des sites web de qualité traitant du thème abordé ici, merci de compléter l'article en donnant les références utiles à sa vérifiabilité et en les liant à la section « Notes et références ».
Le Grand Marché aux poissons, appelé aussi parfois Marché de poisson sur la plage de mer est le titre d'une peinture à l'huile du peintre flamand Jan Brueghel l'Ancien (1568–1625), réalisée en 1603 pendant la période baroque. Il se trouve aujourd'hui à l'Alte Pinakothek de Munich (sous le numéro d'inventaire 1889).

## Couleurs et technique
Il s'agit d'une peinture à l'huile sur support de bois de chêne mesurant 91,5 cm de hauteur sur 58,5 cm de largeur.
L'image est composée de couleurs chaudes au centre et dans la partie basse, et de couleurs froides pour les arrière-plans mer et ciel.

## Conception de l'image
Le tiers inférieur du tableau figure un paysage de baie sablonneuse devant une petite ville et son port. Au milieu est représenté un château ressemblant au Castel dell’Ovo, situé sur l'île Megaride, juste devant la ville de Naples. Celui-ci, comme beaucoup d'autres bâtiments a une architecture antiquisante, très probablement fictive. Brueghel venait d'effectuer un voyage au sud de l'Italie et se basait de toute évidence sur ses impressions et souvenirs de là-bas.

## Sujets
Le sujet principal du tableau  est un marché au poisson aux abords d'une ville européenne. Au second plan se trouvent cinquante-trois bateaux et barques, puis une cité assez uniformément urbanisée. Au premier plan se trouvent un grand nombre de personnes très détaillées, d'origines sociales et d'activités très diverses.

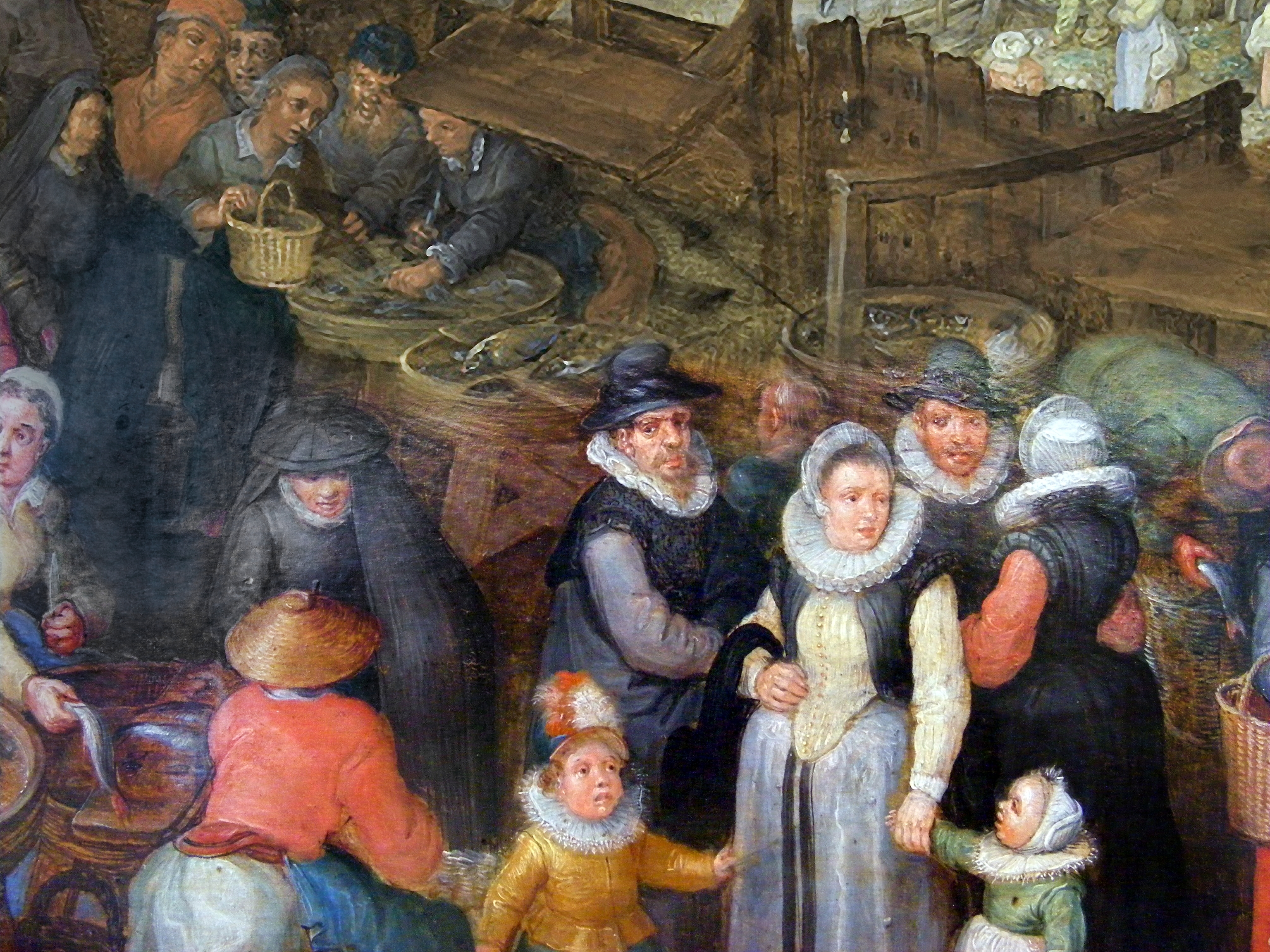
L'autoportrait présumé du peintre.

Au milieu du tableau, parmi la foule, on suppose que Jan Brueghel s'est représenté avec sa famille et leur domestique (à côté du chien, à gauche des deux silhouettes sombres).
Les cavaliers sont probablement de très riches Espagnols.

## Variations
Un autre tableau peint par Jan Brueghel l'Ancien en 1598, Port maritime avec prédication du Christ, est très similaire dans ses couleurs et son motif.

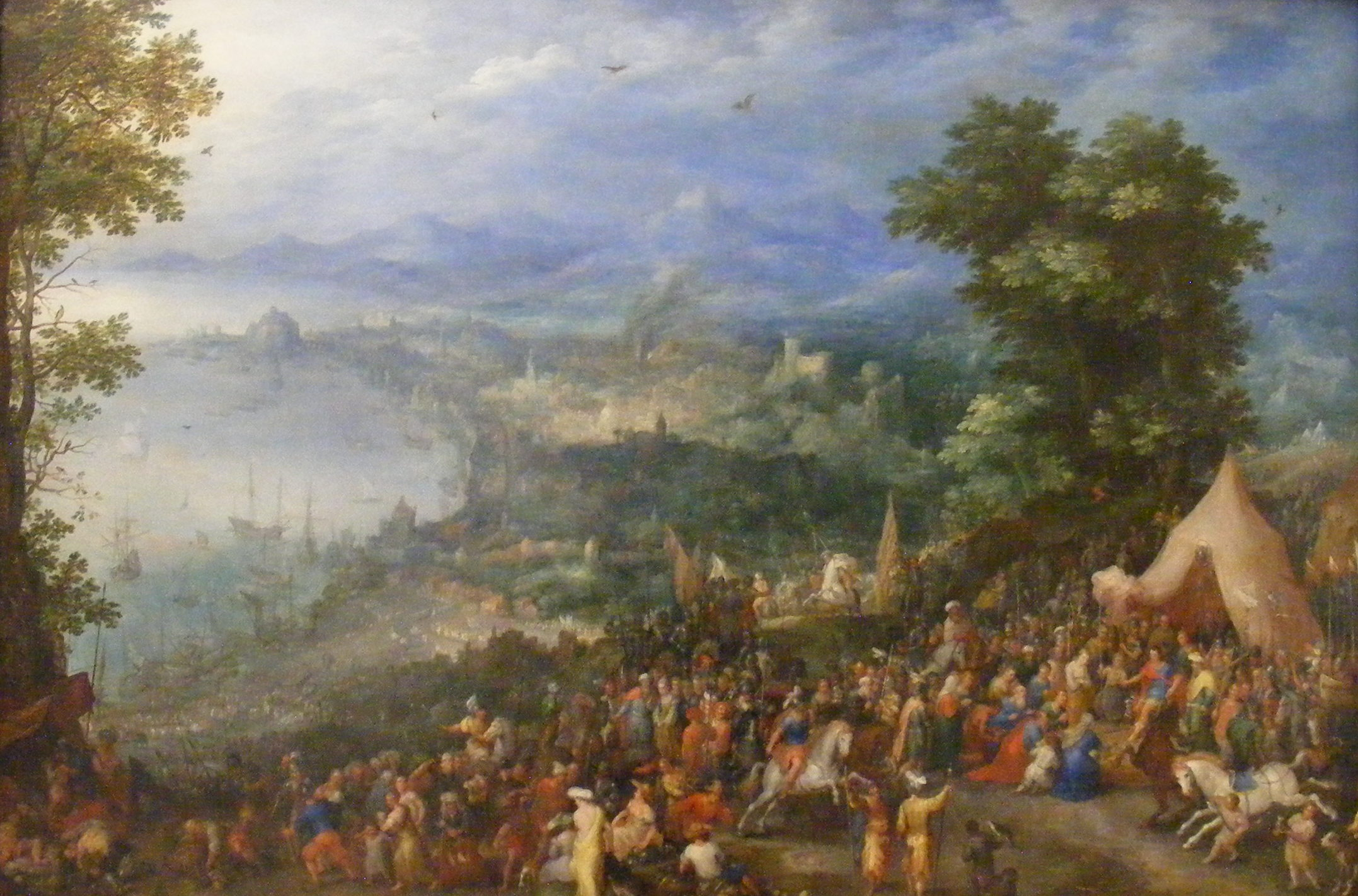
Vue d'une ville portuaire, entre 1600 et 1609

Vue d'une ville portuaire, peint à la même période figure probablement la même ville fictive, vue de l'autre côté cette fois.

## Sources
- (de) Cet article est partiellement ou en totalité issu de l’article de Wikipédia en allemand intitulé « „Großer Fischmarkt“ » (voir la liste des auteurs).